# Chanel Solitaire
Chanel Solitaire is een Frans-Engelse biografische film uit 1981 van regisseur George Kaczender.

## Verhaal
Deze biografische film gaat over het leven van Coco Chanel, hoe ze met bescheiden middelen een van de grootste modehuizen ter wereld opbouwde. De film behandelt ook haar destijds veelbesproken liefdesleven.

## Rolbezetting
| Acteur              | Personage               |
| ------------------- | ----------------------- |
| Marie-France Pisier | Gabrielle 'Coco' Chanel |
| Timothy Dalton      | Boy Capel               |
| Rutger Hauer        | Etienne de Balsan       |
| Brigitte Fossey     | Adrienne                |
| Karen Black         | Emilienne d'Alençon     |
| Víctor Sierra       | Ray                     |